# Lijst van voetbalinterlands Chili - Costa Rica
Deze lijst van voetbalinterlands is een overzicht van alle officiële voetbalwedstrijden tussen de nationale teams van Chili en Costa Rica. De landen speelden tot op heden elf keer tegen elkaar. De eerste ontmoeting, een vriendschappelijke wedstrijd, werd gespeeld in Mexico-Stad (Mexico) op 8 maart 1956. Het laatste duel, eveneens een vriendschappelijke wedstrijd, vond plaats op 16 november 2018 in Rancagua.

## Wedstrijden
| №  | Plaats      | Datum            | Competitie        | Wedstrijd          | Uitslag |
| -- | ----------- | ---------------- | ----------------- | ------------------ | ------- |
| 1  | Mexico-Stad | 8 maart 1956     | Vriendschappelijk | Chili – Costa Rica | 1 – 2   |
| 2  | Liberia     | 25 augustus 1996 | Vriendschappelijk | Costa Rica – Chili | 1 – 1   |
| 3  | Concepción  | 29 mei 1999      | Vriendschappelijk | Chili – Costa Rica | 3 – 0   |
| 4  | San José    | 2 februari 2000  | Vriendschappelijk | Costa Rica – Chili | 1 – 0   |
| 5  | Santiago    | 30 april 2003    | Vriendschappelijk | Chili – Costa Rica | 1 – 0   |
| 6  | San José    | 8 juni 2003      | Vriendschappelijk | Costa Rica – Chili | 1 – 0   |
| 7  | Tacna       | 14 juli 2004     | Copa América 2004 | Costa Rica – Chili | 2 – 1   |
| 8  | Talca       | 28 maart 2007    | Vriendschappelijk | Chili – Costa Rica | 1 – 1   |
| 9  | San José    | 2 juni 2007      | Vriendschappelijk | Costa Rica – Chili | 2 – 0   |
| 10 | Coquimbo    | 22 januari 2014  | Vriendschappelijk | Chili − Costa Rica | 4 − 0   |
| 11 | Rancagua    | 16 november 2018 | Vriendschappelijk | Chili − Costa Rica | 2 − 3   |

## Samenvatting
| Competitie        | Totaal gespeeld | Winst Chili | Gelijk | Winst Costa Rica | Doelsaldo Chili – Costa Rica |
| ----------------- | --------------- | ----------- | ------ | ---------------- | ---------------------------- |
| Copa América      | 1               | 0           | 0      | 1                | 1 − 2                        |
| Vriendschappelijk | 10              | 3           | 2      | 5                | 13 − 11                      |
| Totaal            | 11              | 3           | 2      | 6                | 14 − 13                      |

Wedstrijden bepaald door strafschoppen worden, in lijn met de FIFA, als een gelijkspel gerekend.

## Details

### Vierde ontmoeting
| Vriendschappelijk (San José, Costa Rica, 2 februari 2000): |              | |
| Costa Rica | 1 – 0        | Chili |
| Sandro Alfaro 79' | goals        | |
| Marvin Rodríguez | bondscoach   | Nelson Acosta |
| Hermidio Barrantes 78' Harold Wallace Víctor Cordero Mauricio Wright Pablo Chinchilla Sandro Alfaro Jeaustin Campos Wílmer López Walter Centeno Wílliam Sunsing 70' Hernán Medford | opstellingen | Marcelo Ramírez Cristián Flores Nelson Parraguez 25' Alex von Schwedler 46' Raúl Palacios Clarence Acuña Marco Villaseca 88' Miguel Ponce 73' José Luis Sierra Sebastían Rozental 73' Rodrigo Queraltó |
| Steven Bryce 70' Alvaro Mesén 78' | wissels      | 25' Joel Reyes 46' Jaime Riveros 73' Claudio Núñez 73' Esteban Valencia 88' Mauricio Aros |
| | gele kaarten | ??' Raúl Palacios ??' Miguel Ponce ??' Nelson Parraguez |
| Mauricio Wright 24' | rode kaarten | |

### Tiende ontmoeting
| Vriendschappelijk (Coquimbo, Chili, 22 januari 2014): |              | |
| Chili | 4 – 0        | Costa Rica |
| Miiko Albornoz 13' Pablo Hernández 51' Pablo Hernández 54' Carlos Muñoz 79' | goals        | |
| Jorge Sampaoli | bondscoach   | Jorge Luis Pinto |
| Johnny Herrera 46' Enzo Roco 85' José Rojas 71' Braulio Leal Pablo Hernández 77' Gonzalo Barriga 46' José Fuenzalida Miiko Albornoz Esteban Pavez 46' Carlos Muñoz Gonzalo Fierro | opstellingen | Patrick Pemberton Porfirio López Michael Umaña Dave Myrie 80' Christopher Meneses 67' Carlos Hernández 72' Yeltsin Tejeda 56' José Cubero 67' Jonathan McDonald Kenny Cunningham 56' Randall Brenes |
| Cristopher Toselli 46' Fernando Meneses 46' Esteban Paredes 46' Osvaldo González 71' Fernando Cordero 77' Cristián Álvarez 85'                                                    | wissels      | 56' Marco Ureña 56' Esteban Granados 67' Pablo Herrera 67' Johnny Acosta 72' Ariel Rodríguez 80' Roy Miller                                                                                         |
| Pablo Hernández 59' | gele kaarten | 66' Christopher Meneses |
| | rode kaarten | ??', 63' Michael Umaña |
| - Debuut van Miiko Albornoz voor Chili. |              | |